# 平取中継局
平取テレビ中継局（びらとりテレビちゅうけいきょく）は、北海道平取町川向にあるテレビ中継局。ここでは同町内にある振内テレビ・FM中継局（ふれないテレビエフエムちゅうけいきょく）と、NHK貫気別テレビ中継局（エヌエイチケイぬきべつテレビちゅうけいきょく）についてもあわせて記述する。なお、平取中継局は、NHKが室蘭放送局エリアになっており、振内中継局の電波を受信して放送しているが、民放は札幌送信所の電波をダイレクトに受信して中継している。また、NHK貫気別テレビ中継局も平取中継局同様、振内中継局の電波を受信して放送している。

## 平取テレビ中継局

### デジタルテレビ放送（平取テレビ中継局）
| ID | 放送局名             | 物理 チャンネル | 空中線 電力 | ERP  | 偏波面   | 放送対象地域 | 放送区域 内世帯数 | 運用 開始日    |
| -- | -------------------- | --------------- | ----------- | ---- | -------- | ------------ | ----------------- | -------------- |
| 1  | HBC 北海道放送       | 55→44           | 1W          | 4.8W | 水平偏波 | 北海道       | 約1,400世帯       | 2009年 10月5日 |
| 2  | NHK 室蘭教育         | 49              | 1W          | 5.4W | 水平偏波 | 全国         | 約1,400世帯       | 2009年 10月5日 |
| 3  | NHK 室蘭総合         | 51              | 1W          | 5.2W | 水平偏波 | 胆振・日高   | 約1,400世帯       | 2009年 10月5日 |
| 5  | STV 札幌テレビ放送   | 57→46           | 1W          | 4.7W | 水平偏波 | 北海道       | 約1,400世帯       | 2009年 10月5日 |
| 6  | HTB 北海道テレビ放送 | 61→48           | 1W          | 4.7W | 水平偏波 | 北海道       | 約1,400世帯       | 2009年 10月5日 |
| 7  | TVh テレビ北海道     | 47              | 1W          | 4.7W | 水平偏波 | 北海道       | 約1,400世帯       | 2009年 10月5日 |
| 8  | UHB 北海道文化放送   | 53→52           | 1W          | 4.7W | 水平偏波 | 北海道       | 約1,400世帯       | 2009年 10月5日 |

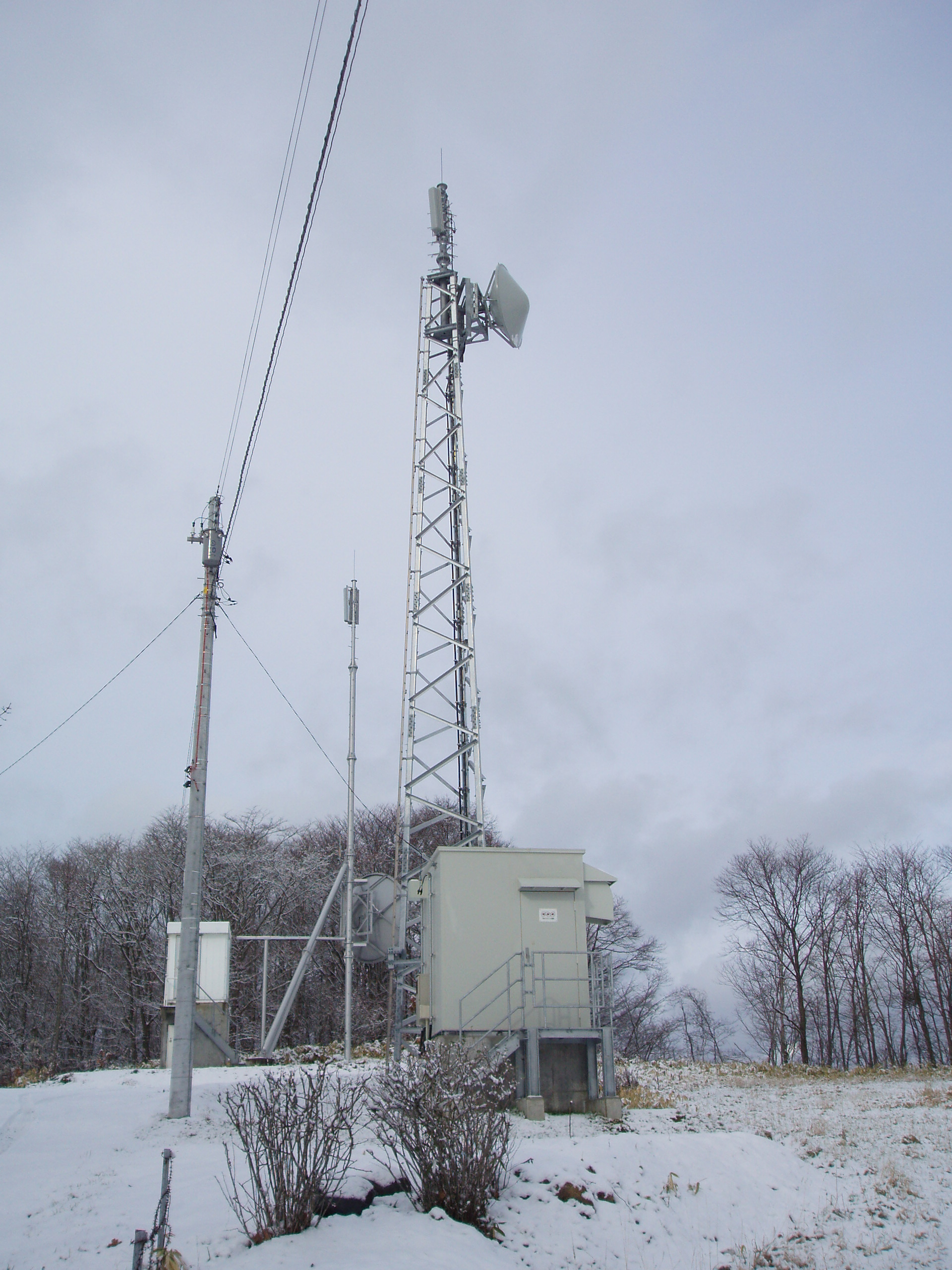
平取中継局
（NHK室蘭放送局）

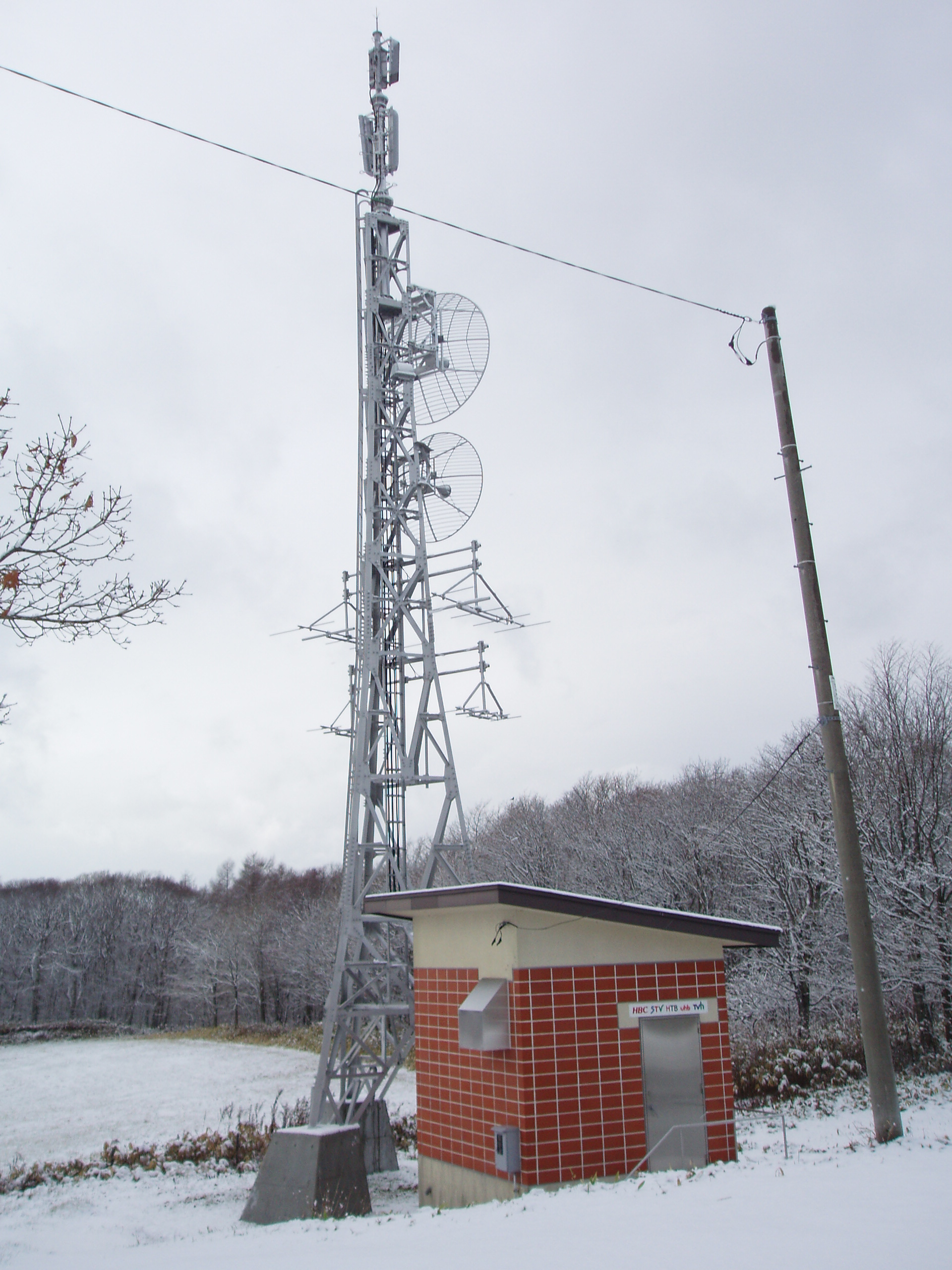
平取中継局
（民放）

- 放送エリアは、平取町中心街を中心にした一部地域。
- 黒数字は、2011年10月4日に変更されたチャンネル[1][2]。

### アナログテレビ放送（平取テレビ中継局）
| チャンネル   | 放送局名             | 空中線 電力       | ERP               | 放送対象地域                  | 放送区域 内世帯数 | 運用開始日     |
| ------------ | -------------------- | ----------------- | ----------------- | ----------------------------- | ----------------- | -------------- |
| 30           | UHB 北海道文化放送   | 映像10W/ 音声2.5W | 映像27W/ 音声6.7W | 北海道                        | -                 | -              |
| 38           | HTB 北海道テレビ放送 | 映像10W/ 音声2.5W | 映像27W/ 音声6.7W | 北海道                        | -                 | -              |
| 40           | STV 札幌テレビ放送   | 映像10W/ 音声2.5W | 映像26W/ 音声6.6W | 北海道                        | -                 | -              |
| 50           | HBC 北海道放送       | 映像10W/ 音声2.5W | 映像26W/ 音声6.6W | 北海道                        | -                 | -              |
| 58           | NHK 室蘭総合         | 映像10W/ 音声2.5W | 映像31W/ 音声7.7W | 胆振・日高・ 後志管内黒松内町 | -                 | 1970年 3月30日 |
| 60           | NHK 室蘭教育         | 映像10W/ 音声2.5W | 映像31W/ 音声7.7W | 全国                          | -                 | 1970年 3月30日 |
| （割当なし） | TVh テレビ北海道     | （開局せず）      | （開局せず）      | （開局せず）                  | （開局せず）      | （開局せず）   |

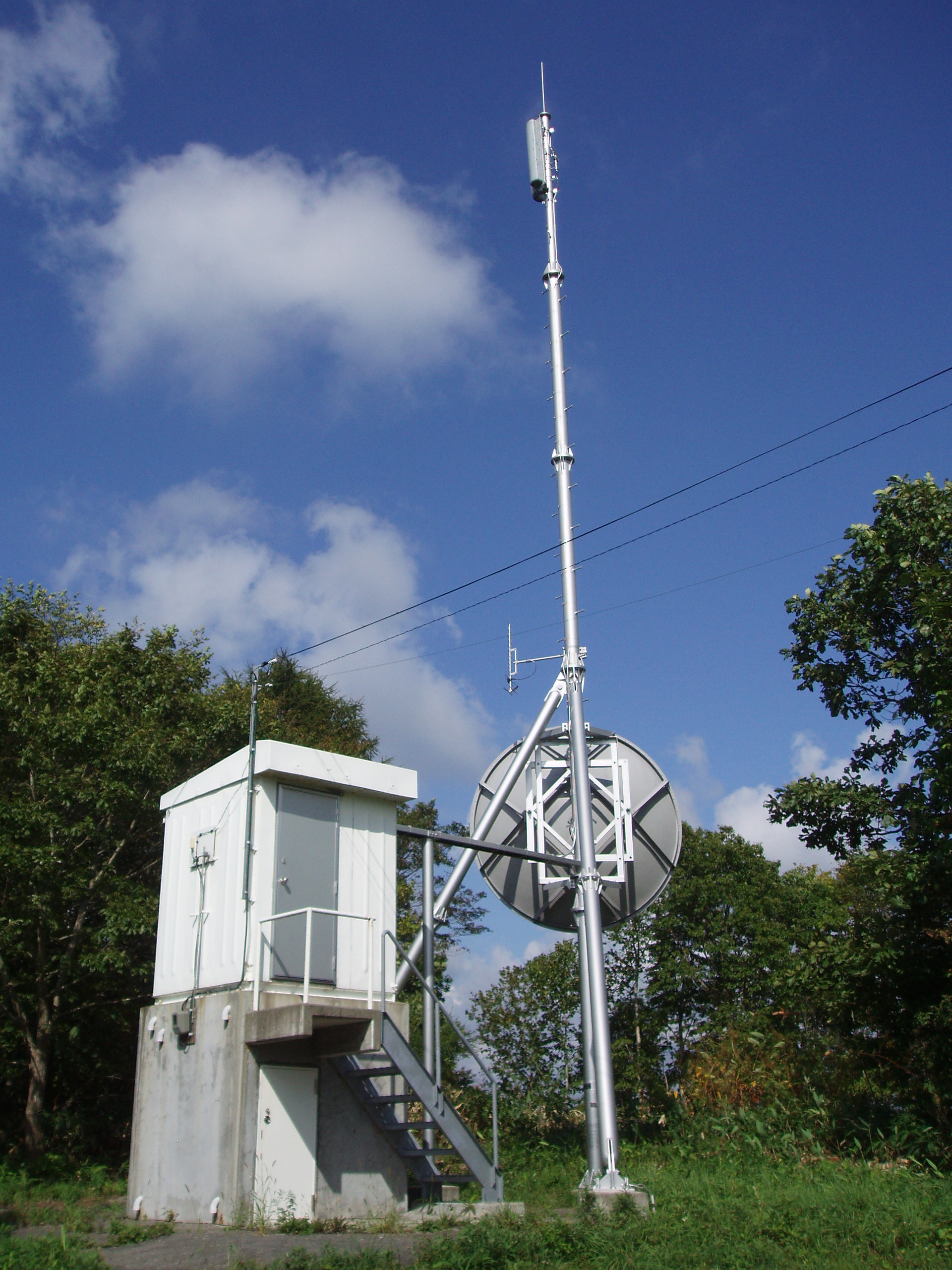
平取中継局
（NHK）

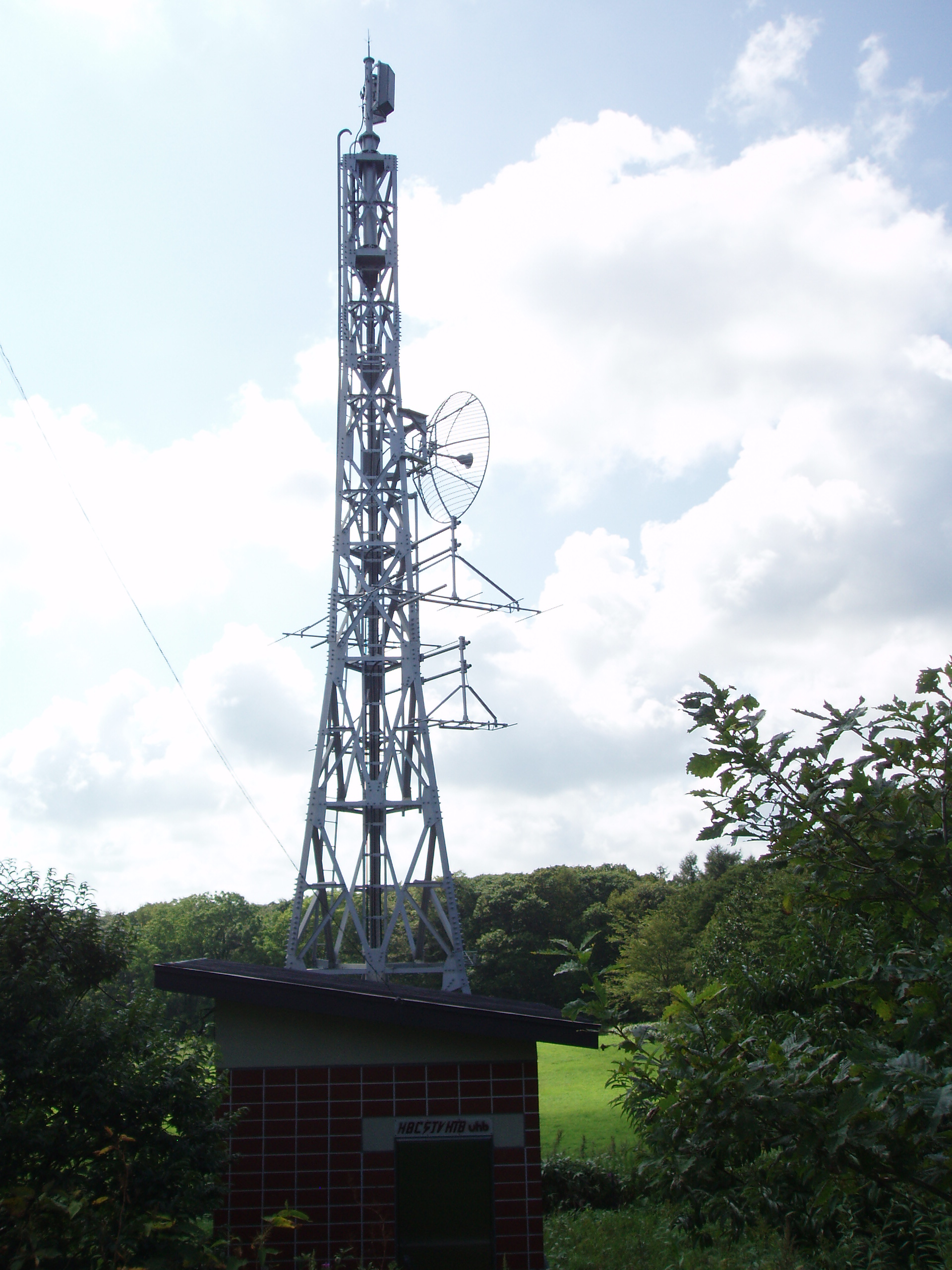
平取中継局
（民放）

- 地上デジタル放送は、デジタル新局となるTVhを含め2009年9月に開局した。TVhを除く民放は当初自力建設困難とされていたが、国庫補助金も活用することで開局できる見通しとなった。また、当初開局予定のなかったTVhは平取町側が平成20年度の緊急総合対策に盛り込まれた中の1つに同局のデジタル化整備事業補助金として680万円を予算として組み込まれる予定であることからこちらもあわせて開局することになった[3]。TVhとしては初のデジタル新局であり、中継局全体でも新規開局は1999年12月1日の江差円山中継局（函館地区）以来約9年9か月ぶりとなる。

## 振内テレビ・FM中継局

### デジタルテレビ放送
| リモコン キーID | 放送局名             | 物理 チャンネル | 空中線 電力 | ERP | 偏波面   | 放送対象地域 | 放送区域 内世帯数 | 運用開始日     |
| --------------- | -------------------- | --------------- | ----------- | --- | -------- | ------------ | ----------------- | -------------- |
| 1               | HBC 北海道放送       | 34              | 3W          | 50W | 垂直偏波 | 北海道       | 600世帯           | 2009年 2月26日 |
| 2               | NHK 室蘭教育         | 16              | 3W          | 35W | 垂直偏波 | 全国         | 600世帯           | 2009年 2月26日 |
| 3               | NHK 室蘭総合         | 18              | 3W          | 38W | 垂直偏波 | 胆振・日高   | 600世帯           | 2009年 2月26日 |
| 5               | STV 札幌テレビ放送   | 28              | 3W          | 40W | 垂直偏波 | 北海道       | 600世帯           | 2009年 2月26日 |
| 6               | HTB 北海道テレビ放送 | 36              | 3W          | 49W | 垂直偏波 | 北海道       | 600世帯           | 2009年 2月26日 |
| 7               | TVh テレビ北海道     | 26              | 3W          | 31W | 垂直偏波 | 北海道       | 600世帯           | 2011年 8月26日 |
| 8               | UHB 北海道文化放送   | 30              | 3W          | 39W | 垂直偏波 | 北海道       | 600世帯           | 2009年 2月26日 |

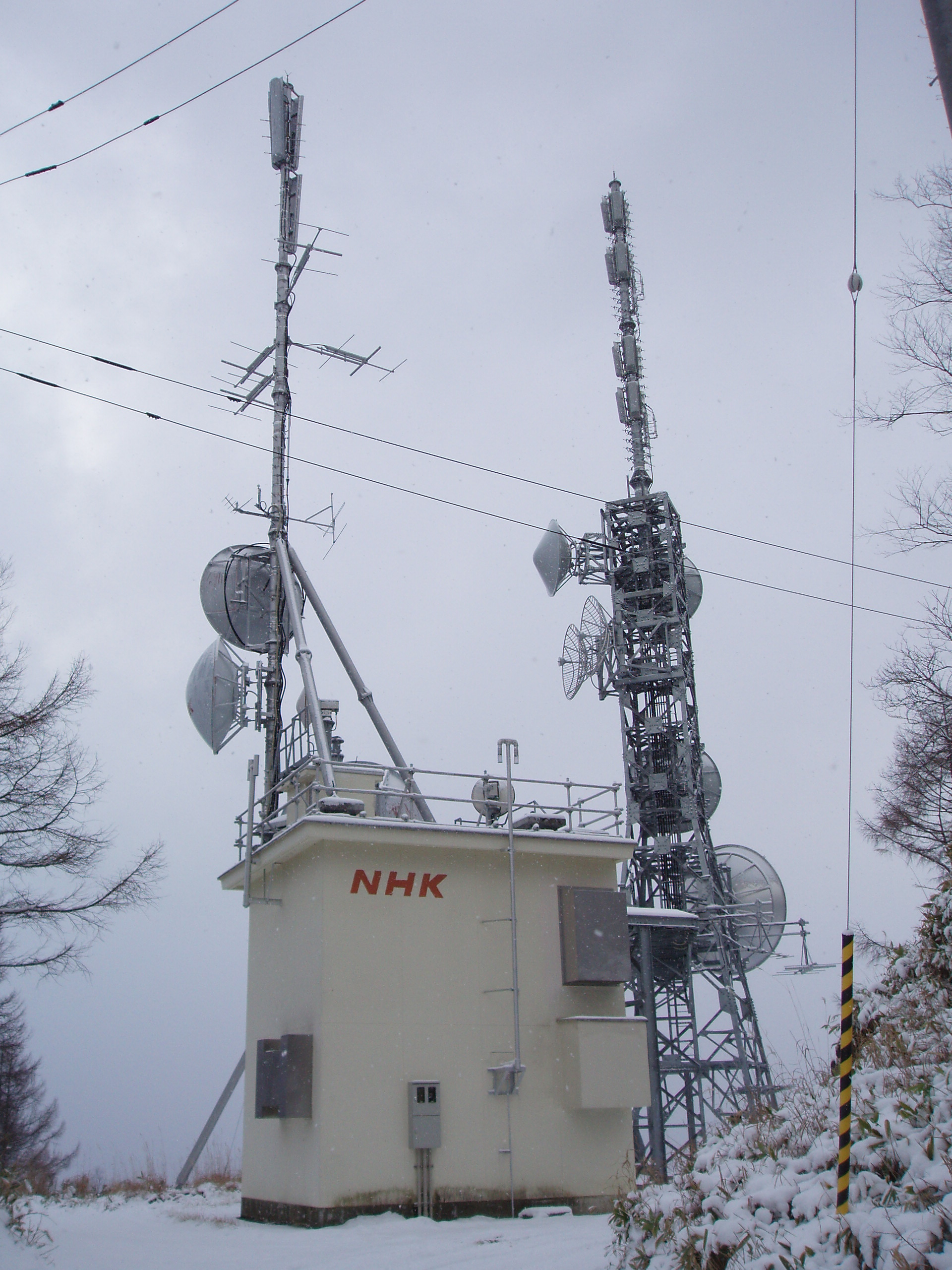
振内中継局

- 放送エリアは、平取町振内を中心にした地域とむかわ町富内地区。
- TVhを除く各局は2008年12月8日に予備免許交付、翌9日に試験電波発射開始。
- TVhは2011年6月17日に予備免許交付、8月8日に試験電波発射、8月26日[4]に本放送開始。
- アナログ放送がNHK室蘭放送局のみの設置だったため、振内地区の全世帯が共聴システムにて視聴していたが、地デジ開局による廃止が決まっており、今後は直接受信になる[1]｡

### アナログテレビ放送
| チャンネル | 放送局名     | 空中線 電力       | ERP                | 放送対象地域                  | 放送区域 内世帯数 | 運用開始日     |
| ---------- | ------------ | ----------------- | ------------------ | ----------------------------- | ----------------- | -------------- |
| 44         | NHK 室蘭総合 | 映像30W/ 音声7.5W | 映像450W/ 音声115W | 胆振・日高・ 後志管内黒松内町 | -                 | 1970年 3月30日 |
| 46         | NHK 室蘭教育 | 映像30W/ 音声7.5W | 映像450W/ 音声115W | 全国                          | -                 | 1970年 3月30日 |

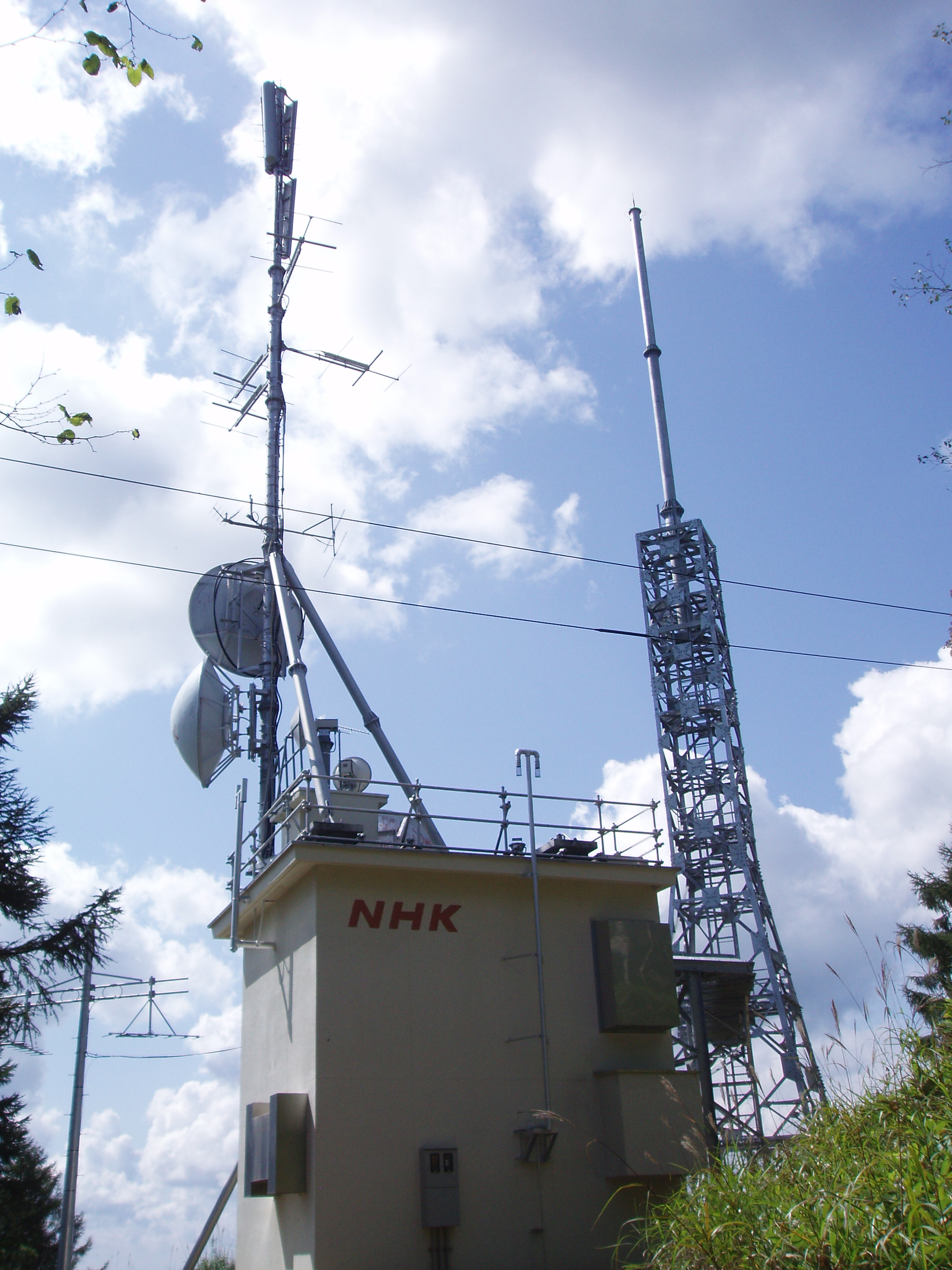
振内中継局（工事中）
右はデジタル用

- 地上デジタル放送は、NHK室蘭放送局とTVhを除いた民放が2009年2月26日に開局し、TVhも2011年8月26日に開局した。
- 民放は、平取中継局と対照的にデジタル新局での開局[5]。ただ、TVhについてはデジタル新局で2009年10月5日に開局した平取中継局とは違って非該当となっていたが、先述の通り2011年8月26日に開局し、デジタル完全移行後のTVh中継局開局は当中継局と同日開局した釧路送信所とともに初めてである[1][6]。これは

1. 2009年2月の放送開始当時、TVhを放送するための空きチャンネルがなかったが、地デジ完全移行により空きチャンネルが出て割り当てられたこと。
2. TVhも放送していたアナログ共聴施設が、地デジ完全移行により廃止されるための救済措置。

以上の理由から開局するもので、平取町からの支援を受けての開局である（この開局の後、日高管内でアナログでは未開局だったえりも町内の3中継局は2010年12月24日に、日高中継局と日高銀嶺中継局は2015年9月28日にデジタル新局で開局済み。）。

### FMラジオ放送
| 周波数  | 放送局名   | 空中線 電力 | ERP  | 放送対象地域                  | 放送区域 内世帯数 | 運用開始日     |
| ------- | ---------- | ----------- | ---- | ----------------------------- | ----------------- | -------------- |
| 84.8MHz | NHK 室蘭FM | 100W        | 300W | 胆振・日高・ 後志管内黒松内町 | -                 | 1970年 11月1日 |

## NHK貫気別テレビ中継局
| チャンネル | 放送局名     | 空中線 電力       | ERP               | 放送対象地域                  | 放送区域 内世帯数 |
| ---------- | ------------ | ----------------- | ----------------- | ----------------------------- | ----------------- |
| 43         | NHK 室蘭総合 | 映像1W /音声250mW | 映像13W /音声3.3W | 胆振・日高・ 後志管内黒松内町 | 不明              |
| 45         | NHK 室蘭教育 | 映像1W /音声250mW | 映像13W /音声3.3W | 全国                          | 不明              |

- 地デジは原則としてギャップフィラー4局によりカバーされているが、一部地域はケーブルテレビによりカバーされている[1]。